# St. Bartholomäus (Dechantsreit)

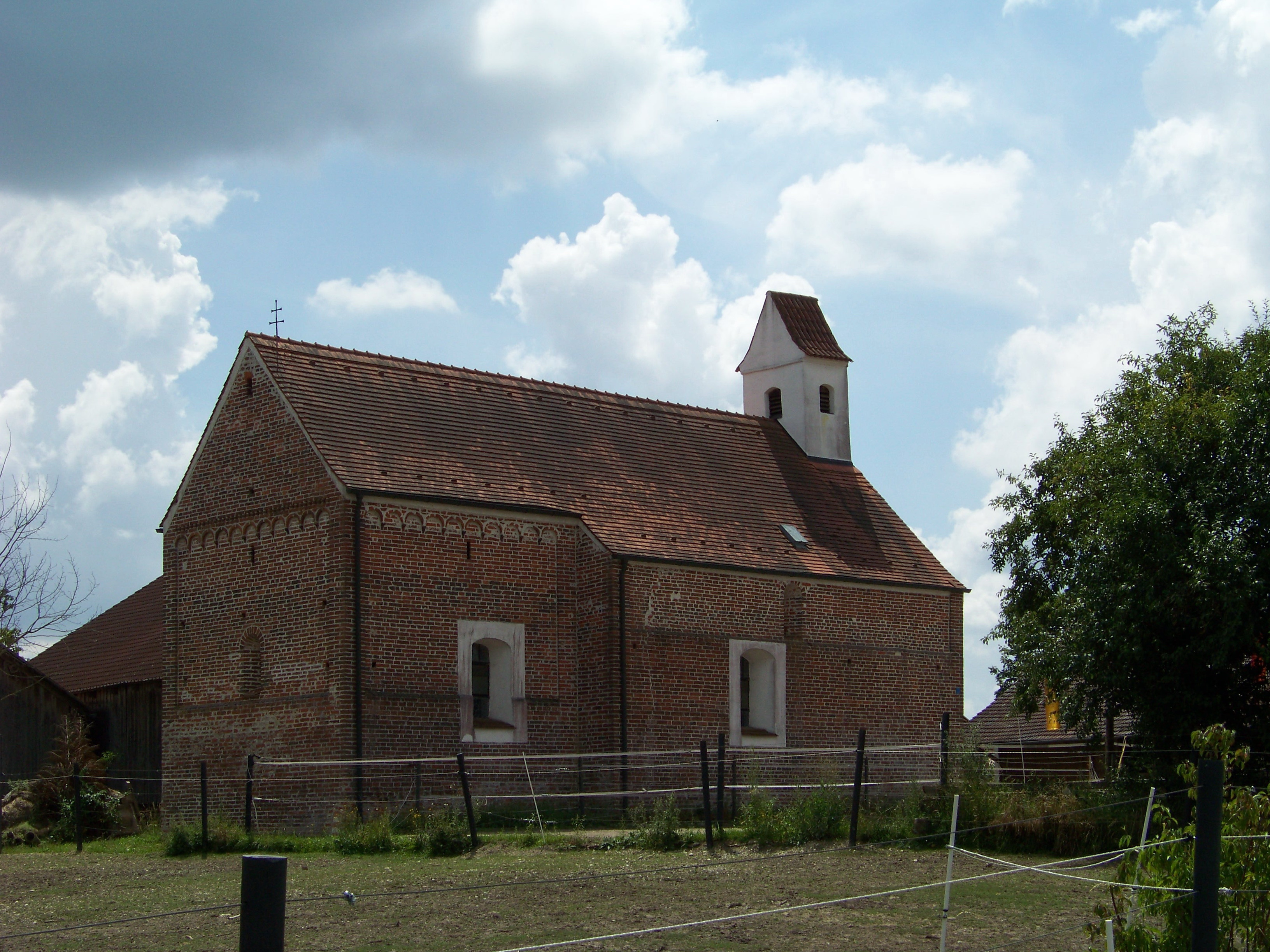
St. Bartholomäus in Dechantsreit

Die römisch-katholische Filialkirche St. Bartholomäus steht in Dechantsreit, einem Gemeindeteil von Adlkofen im niederbayerischen Landkreis Landshut. Sie ist in der Liste der Baudenkmäler in Adlkofen unter der Nummer D-2-74-111-9 eingetragen. Die Kirche gehört zum Dekanat Landshut im Bistum Regensburg.

## Beschreibung
Die spätromanische Saalkirche wurde in der zweiten Hälfte des 13. Jahrhunderts aus Backsteinen gebaut. Sie besteht aus dem Langhaus zu einem Joch und dem eingezogenen Chor im Osten, unter dessen Dachtraufe sich ein Bogenfries befindet. Über dem Giebel des Langhauses im Westen erhebt sich ein Dachreiter.
Langhaus und Chor sind mit Flachdecken überspannt. Im Retabel des 1654 gebauten Hochaltars ist in einem Gemälde des Malers Ignaz Kauffmann, Teisbach, der Apostel Bartholomäus, der Kirchenpatron, dargestellt. Links und rechts am Altar stehen in Aussägearbeit hergestellte Figuren des heiligen Martin und des heiligen Erasmus.